# Con sangre y fuego
Con sangre y fuego es el título en español de la película polaca Ogniem i mieczem (literalmente, «con fuego y espada»), un drama histórico dirigido por Jerzy Hoffman y estrenado en 1999. La película está basada en la novela homónima (primera parte de una trilogía) de Henryk Sienkiewicz. En su tiempo fue la película polaca más cara jamás producida (hasta que fue sobrepasada por Quo Vadis, en 2001).

## Argumento
La historia transcurre en tierras ucranianas de la mancomunidad de Polonia-Lituania del siglo XVII durante la Rebelión de Jmelnytsky. El caballero polaco Skrzetuski y el cosaco Bohún se enamoran de la misma mujer, Helena. Su rivalidad se desarrolla con el trasfondo de la rebelión cosaca liderada por Bohdán Jmelnytsky y dirigida a recuperar el control de la tierra en manos de los nobles polacos. Acontecimientos históricos y personajes fictícios se mezclan con otros históricos. La película, contrariamente al libro, no termina con el gran enfrentamiento de la Batalla de Beresteczko.

## Críticas
La película ha sido acusada de falta de fidelidad histórica. Una de las partes más inexactas es la representación de la primera batalla entre polacos y cosacos, la batalla de Zhovti Vody. La película sugiere que los polacos fueron rápidamente controlados por los cosacos y que la caballería de élite polaca (husaria) mostró falta de valor ante las desfavorables condiciones atmosféricas. En realidad, los polacos fueron no sólo sobrepasados grandemente en número, especialmente después de los cosacos del bando polaco desertaran para unirse a Bohdán Jmelnytsky, sino que también su comandante, Stefan Potocki, sólo tenía 24 años; a pesar de todo ello, la batalla, aunque perdida por los polacos, duró casi tres semanas.
El libro original ha sido a menudo juzgado como nacionalista y antiucraniano, especialmente en Ucrania. La película ha sido por otra parte alabada por mostrar una imagen más vívida de los cosacos, alejándose de los tópicos de fascinación o disgusto hacia ellos. No obstante, algunos polacos sienten que la película enfatiza los éxitos de los cosacos mientras que disminuye los de los polacos en aras de la corrección política.
El director, que conocía las controversias y críticas, declaró:
«El libro de Sienkiewicz es considerado todavía como anti-ucraniano por algunos de ellos. Lo entiendo, pero cuando estuve en Kiev en una conferencia de intelectuales ucranianos ... muchos de ellos con los que hablé habían leído el libro cuidadosamente y citaron varios pasajes en los cuales Sienkiewicz criticaba a los nobles polacos tanto como a los cosacos. Para ambos bandos estaba claro que el resultado de este trágico conflicto fue la caída de la Mancomunidad. Sé muy bien que la película puede molestar a todos los que en Ucrania culpan de todo a los polacos, y en Polonia a los que culpan a los ucranianos. Mi obra ciertamente no convencerá a ningún radical. [...] Mi película finaliza con las palabras finales de la novela de Sienkiewicz: "El odio envenenó las corazones de dos naciones hermanas".»

## Trasfondo político
Aunque la novela original es la primera parte de una trilogía, la película es la última parte de la versión de Hoffman de la trilogía, tras El diluvio, rodada en 1974, y a Coronel Wolodyjowski, rodada en 1969. Esto puede deberse a la tensión política que hubiera surgido entre la República Popular de Polonia y la RSS de Ucrania, al llevar al cine una película que trataba un tema con tantas connotaciones políticas sobre la relación Polonia-Ucrania (otro proyecto de película parado por el mismo problema era Tarás Bulba de Nikolái Gógol, tampoco deseada por la Unión Soviética).

## Reparto
- Izabella Scorupco como Helena Kurcewiczówna.
- Michał Żebrowski como Jan Skrzetuski.
- Aleksandr Domogárov como Jurko Bohún.
- Krzysztof Kowalewski como Onufry Zagłoba.
- Bohdan Stupka como el hetman Bohdán Jmelnytsky.
- Andrzej Seweryn como el kniaz Jeremi Wiśniowiecki.
- Zbigniew Zamachowski como Michał Wołodyjowski.
- Wiktor Zborowski como Longinus Podbipięta.
- Daniel Olbrychski como Toğay bey (Tuhaj Bej).
- Marek Kondrat como el rey Juan II Casimiro Vasa.
- Wojciech Malajkat como Rzędzian.
- Ewa Wiśniewska como Kurcewiczowa.
- Ruslana Pysanka como Horpyna.
- Gustaw Holoubek como el senador Adam Kisiel.
- Andrzej Kopiczyński como Zaćwilichowski.
- Maciej Kozłowski como Maxym Kryvonís.
- Adam Ferency como İslâm III Giray.
- Gustaw Lutkiewicz como Yákiv Barabash.
- Dmytró Myrhorodsky como el atamán Koshovy.
- Jerzy Bonczak como Daniel Czapliński.
- Krzysztof Gosztyla como Jerzy Ossoliński.
- Szymon Kobylinski como Mikołaj Ostroróg.